# Глушец (Лоевский район)
Глушец (бел. Глушэц) — деревня в Бывальковском сельсовете Лоевского района Гомельской области Беларуси.

## География

### Расположение
В 27 км на юго-запад от Лоева, 84 км от железнодорожной станции Речица (на линии Гомель — Калинковичи), 109 км от Гомеля, в 1 км от границы с Украиной.

### Гидрография
На востоке озеро Лутковское.

## Транспортная сеть
Транспортные связи по просёлочной, затем автомобильной дороге Брагин — Лоев. Планировка состоит из короткой прямолинекйной широтной улицы. Застройка односторонняя, редкая, деревянная, усадебного типа.

## История
По письменным источникам известна с XIX века как деревня в Деряжицкой волости Речицкого уезда Минской губернии. Хозяин одноимённого поместья, находившегося рядом с деревней, владел в 1846 году 963 десятинами земли. В 1879 году обозначена в числе селений Деряжицкого церковного прихода. В 1897 году через деревню проходила дорога из Мозыря в Чернигов, действовали пристань и паромная переправа. На сенопрессовальном заводе, действовавшем в деревне, в 1913 году работали 137 рабочих.
С 8 декабря 1926 года до 30 декабря 1927 года центр Глушецкого сельсовета Лоевского района Речицкого с 9 июня 1927 года Гомельского округов. В 1931 году организован колхоз «Просвет», работала кузница. Во время Великой Отечественной войны оккупанты в 1943 году сожгли деревню и убили 5 жителей. В ночь на 2 октября 1943 года солдаты 61-й армии Белорусского фронта около деревни форсировали река Днепр и захватили плацдарм. Отличились в этом бою солдаты под командованием командира батареи капитана П. А. Чудинова (присвоено звание Героя Советского Союза), а рядовой Г. В. Майсурадзе закрыл своим телам амбразуру вражеского дзота (присвоено звание Героя Советского Союза).
Согласно переписи 1959 года в составе колхоза «Днепровец» (центр — деревня Севки). До 31 декабря 2009 года в составе Севковского сельсовета.

## Население

### Численность
- 1999 год — 36 хозяйств, 54 жителя.

### Динамика
- 1897 год — 45 дворов, 286 жителей (согласно переписи).
- 1908 год — 56 дворов, 414 жителей.
- 1930 год — 97 дворов 520 жителей.
- 1940 год — 102 двора, 427 жителей.
- 1959 год — 238 жителей (согласно переписи).
- 1999 год — 36 хозяйств, 54 жителя.